# Туман (фильм, 1980)
«Туман» (англ. The Fog) — фильм ужасов 1980 года, снятый режиссёром Джоном Карпентером, который был также одним из авторов сценария и написал музыку к фильму. Главные роли исполнили Эдриенн Барбо, Джейми Ли Кёртис, Хэл Холбрук и Джанет Ли. Фильму сопутствовал коммерческий успех (при бюджете в 1 000 000 долларов сборы только в США превысили 21 000 000 долларов), но он был неоднозначно встречен критиками.

## Сюжет
Действие разворачивается в рыбацком городке Антонио Бэй на севере Калифорнии. Накануне столетнего юбилея городка на него с моря опускается туман. Призраки, появляющиеся из тумана, убивают рыбаков на стоящей недалеко от берега шхуне и затем выходят на улицы города.
Той же ночью священник Мэлоун обнаруживает дневник своего дедушки, в котором описываются неизвестные его нынешним жителям события: в 1880 году шесть основателей города умышленно затопили и ограбили клипер «Элизабет Дейн». Клипер принадлежал богатому человеку по фамилии Блейк, который болел проказой и хотел основать колонию для прокажённых. Основатели Антонио Бэй разожгли костёр, заманив клипер на скалы, и вся команда клипера погибла. Золото, которое было на корабле, основатели забрали себе. Мэлоун зачитывает текст из дневника городскому чиновнику Кэти Уильямс и говорит, что Антонио Бэй проклят.
Туман постепенно окутывает весь город. Начинают происходить странные вещи: пропадает электричество, бьются стёкла. Одной из первых чувствует неладное ведущая местной радиостанции Стиви Уэйн. После того, как её друг Дэн, с которым она говорила по телефону, вышел открыть дверь незнакомцу и не вернулся, она понимает, что происходит что-то страшное и туман непосредственно с этим связан. Радиостанция расположена на маяке, поэтому Стиви может видеть весь город. Она по радио ведёт репортаж, сообщая, куда движется туман.
Энди, сын Стиви, остался дома с няней. Один из призраков убивает няню, и Энди чудом спасает пассажир проезжающей мимо машины. Энди, его спасители и ещё несколько человек собираются в церкви отца Мэлоуна, со всех сторон окружённой туманом. Одновременно призраки добираются до радиостанции; Стиви из последних сил забирается на крышу маяка. Когда призраки во главе с Блейком проникают в церковь, Мэлоун выходит навстречу им, неся массивный крест из чистого золота. Крест был отлит из того самого золота, которое было на «Элизабет Дейн». Блейк забирает крест и исчезает, вместе с ним исчезают призраки, туман отступает от города. Стиви спасается, когда призраки её уже настигли.
Мэлоун остаётся в церкви один и не понимает, почему Блейк оставил его в живых. В этот момент появляется призрак и убивает его.

## В ролях
- Эдриенн Барбо — Стиви Уэйн
- Джейми Ли Кёртис — Элизабет Солли
- Джанет Ли — Кэти Уильямс
- Джон Хаусман — Мистер Мейчен
- Хэл Холбрук — Отец Мэлоун
- Том Аткинс — Ник Кастл
- Джеймс Каннинг — Дик Бакстер
- Чарльз Сайферс — Дэн О’Бэннон
- Тай Митчелл — Энди Уэйн
- Нэнси Кайс — Сэнди Фейдел
- Дарвин Джостон — доктор Файбс
- Роб Боттин — капитан Блейк
- Джон Карпентер — служитель Беннет (не указан в титрах)

## История создания
На замысел Карпентера повлиял британский фильм ужасов 1958 года «Ужас Тролленберга», рассказывающий об инопланетянах, нападавших на обитателей швейцарского горного курорта из тумана. Образ наступающего на город тумана создавался под впечатлением от посещения Стоунхенджа: режиссёру запомнилось зрелище окутанной туманом долины.
«Туман» стал первым из двух фильмов, снятых Карпентером при участии кинокомпании AVCO Embassy Pictures (вторым был «Побег из Нью-Йорка»). Съёмки проходили в апреле—мае 1979 года в Калифорнии. Режиссёр был недоволен первой версией, поэтому он переснял, переозвучил и перемонтировал многие эпизоды. В общей сложности была переснята примерно одна треть всего фильма. В том числе был добавлен пролог, в котором персонаж по фамилии Мейчен (назван в честь знаменитого писателя в жанре хоррор Артура Мейчена) рассказывает детям легенду о катастрофе «Элизабет Дейн».

## Награды и номинации
- 1980 — Кинофестиваль в Авориазе — «Приз критики»[4].
- 1981 — фильм выдвинут на премию «Сатурн» в номинациях «Лучшие спецэффекты» и «Лучший фильм ужасов». В первой номинации победил фильм «Звёздные войны. Эпизод V. Империя наносит ответный удар», во второй — «Вой»[5].

## Культурное влияние
- По мотивам фильма написана заглавная музыкальная композиция вышедшего в 1988 году альбома Leprosy группы Death.
- Судно «Элизабет Дейн» присутствует в игре «Vampire: The Masquerade — Bloodlines».
- В 2005 году вышел поставленный режиссёром Рупертом Уэйнрайтом крупнобюджетный ремейк этого фильма — «Туман» (The Fog).